# Revista de Investigación Educativa
Revista de Investigación Educativa es una revista científica semestral española de acceso abierto dedicada a la investigación en educación. Es editada por la Universidad de Murcia en español.

## Alcance
En los últimos años se ha posicionado en diversos índices internacionales de calidad de revistas científicas como CARHUS Plus+, en el grupo C, en ERIH PLUS y Latindex. También se encuentra clasificada en la categoría B en Ciencias Sociales y en la D de Ciencias Humanas en la Clasificación Integrada de Revistas Científicas.